# Neuvizy
Neuvizy település Franciaországban, Ardennes megyében. Lakosainak száma 119 fő (2022. január 1.). Neuvizy Faissault, Jandun, Launois-sur-Vence, Viel-Saint-Remy és Villers-le-Tourneur községekkel határos.

## Népesség
A település népességének változása:
| Lakosok száma | 134  | 100  | 118  | 110  | 121  | 123  | 117  | 114  | 114  | 119  |
|               | 1968 | 1982 | 1990 | 2006 | 2013 | 2015 | 2017 | 2019 | 2020 | 2022 |